# 阿普 272

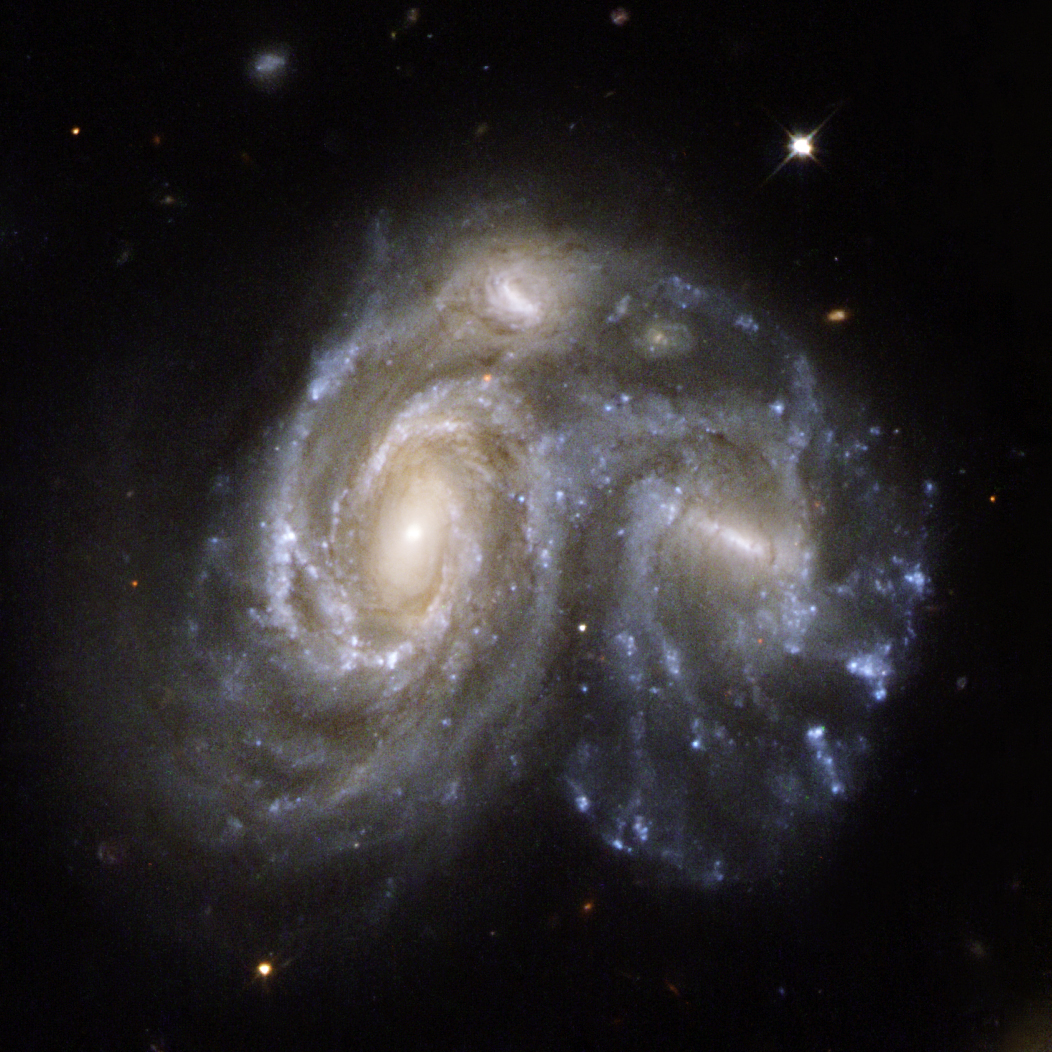
哈伯太空望遠鏡拍攝的阿普272。

阿普272（Arp 272）是兩個碰撞中的螺旋星系NGC 6050和IC 1179的合稱，距離地球約4.5億光年，位於武仙座。這兩個星系是武仙座星系團的一部分，因此也是規模更大的CfA2長城的一部分。
阿普272的兩個星系螺旋臂是相互連結的。

## 外部連結
- STScI-2008-16 （页面存档备份，存于）' from Space Telescope Science Institute.